# Mesó pseudovectorial
En física de partícules, un mesó pseudovectorial o mesó vector axial és una partícula que es comporta com un pseudovector pel que fa a rotacions del sistema de referència. En concret, són mesons caracteritzats per nombres quàntics d'espín total J=1 i paritat parella (positiva) P = + (normalment indicats amb el símbol JP = 1+). Són menys comuns que els mesons vectorials, caracteritzats per tenir espín total 1 i paritat senar (negativa).
El mesons pseudovectorials (o vector axials) coneguts pertanyen a dues classes diferents; aquells amb conjugació de càrrega negativa JPC = 1+− i aquells amb positiva JPC = 1++. El primer grup no té cap estat excitat d'espín, però tenen moment angular L = 1. El segon grup té espín i moment angular unitat (S = 1 i L = 1) amb L i S combinant-se per a donar espín total unitat J = 1. Aquestes diferències entre els grups els confereixen masses lleugerament diferents segons la regla d'acoblament d'espín-òrbita. En teoria els mesons h i b del primer grup haurien de tenir masses més pesades segons la regla de separació d'espín-òrbita; però tanmateix la natura no semblen seguir aquesta regla tal com s'evidencia pel fet que els mesons f i a siguin més pesants, encara que hi ha incerteses experimentals considerables en les masses dels mesons pseudovectorials que requereixen dades experimentals addicionals per a aclarir la situació.
El multiplet 1++ de mesons lleugers mostra un comportament similar als dels mesons vectorials, en el sentit que la combinació de quarks lleugers i quarks estranys sembla petita per a aquest nombre quàntic. El multiplet 1+−, d'una altra banda, pot ser afectat per d'altres factors que generalment porten a masses reduïdes. De nou, calen noves mesures per tal d'aclarir la situació.
Els mesons pseudovectorials en el canal 1+− es produeixen més sovint en processos d'anihilació protó-antiprotó i de difusió pió-nucleó. Mentre que els mesons en el canal 1++ són normalment observats en col·lisions protó-protó i difusions pió-nucleó.

## Exemples
- Candidats del multiplet 1+− : h1(1170), b1(1235), h1(1380)
- Candidats del multiplet 1++: f1(1285), a1(1260), f1(1420)
- Candidats estranys: K1(1270), K1(1400)
- Candidats pesants (quark encant): hc, χc1